# Тер-Никогосян, Григор Аршолуйсович
Тер-Никогося́н Григо́р Аршолу́йсович (20 апреля 1957, Ереван) — Заслуженный врач Украины, врач высшей категории, кандидат медицинских наук, пластический хирург.
Первый хирург, который провёл операцию по реплантации конечности на юге Украины.
Заведующий отделением пластической и реконструктивной хирургии Николаевской городской больницы № 4
Действительный член Общества Пластических, Реконструктивных и Эстетических Хирургов России (ОПРЭХ).
Действительный член Всеукраинской Ассоциации Пластических, Реконструктивных и Эстетических Хирургов (ВАРЭХ).
Имеет более 20 научных работ.
Председатель Николаевского благотворительного фонда «Армения»
Один из шестнадцати крестных отцов Николаевской армянской церкви Святого Геворга (Георгия Победоносца).

## Биография
Родился в 1957 году в Ереване в семье архитектора Тер-Никогосяна Аршолуйса Григоровича и Погосян Егине Гвидоновны.
В 1974 году окончил Ереванскую среднюю школу № 76 имени Камо.
В 1980 году окончил Ереванский Государственный медицинский институт. С 1986 по 1988 гг. обучался в клинической ординатуре по специальности «хирургия» в Ереванском филиале ВНЦХ. Работал врачом — микрохирургом в отделении микрохирургии Ереванского филиала ВНЦХ.
В 1989 году согласно приказу Министерства охраны здоровья Украины в порядке служебного перевода, для организации отделения реконструктивной и пластической хирургии в Николаевской области, Тер-Никогосян Григор Аршолуйсович был переведен в город Николаев, где в течение нескольких месяцев на базе городской больницы № 3 города Николаева организовал первое на юге Украины отделение реконструктивной и пластической микрохирургии. Это одно из трёх таких отделений, существующих на Украине. Другие два в Киеве и в Днепропетровске.
В августе 1989 года Тер-Никогосян Григор Аршолуйсович назначен заведующим областного отделения реконструктивной и пластической микрохирургии.
В 2004 году указом городского управления охраны здоровья г. Николаева отделение реконструктивной, пластической хирургии и хирургии кисти переведено на базу городской больницы № 4 города Николаев, где существует и по сей день.
За время существования отделения под руководством Григора Аршолуйсовича выросло два поколения высококвалифицированных пластических хирургов и было проведено более 10000 операций, которые спасли многих людей от инвалидности.

## Семья
Имеет троих детей — сыновья Альберт и Клим, дочь Габриэлла.

## Специализация
- В 2001 г. Ярославль, Эстетическая хирургия: под руководством профессора К. П. Пшениснова.
- В 2001 г. Москва, Эстетическая хирургия: под руководством профессора А. М. Боровикова.

## Награды и признание
- 2021 — Орден «За заслуги» ІІІ степени[11]

## Сертификационные циклы
- Участник с I-го по IV-е международных конгрессов по пластической, реконструктивной и эстетической хирургии, проходивших с 2001 по 2005 годы в Москве.
- Участник III-го Международного симпозиума по актуальным проблемам эстетической хирургии: г.Екатеринбург 2004 г.
- Участник V-го Международного конгресса по пластической, реконструктивной и эстетической хирургии: Армения, г.Ереван 2006 г.
- Участник XVIII-го Международного конгресса Международной Ассоциации Пластической, Реконструктивной и Эстетической Хирургии (ISAPS): Бразилия, г.Рио-де-Жанейро 2006 г.
- Участник XIV-го Международного конгресса Международной Конфедерации Пластической, Реконструктивной и Эстетической Хирургии (IPRAS): Германия, г. Берлин 2007 г.
- Участник XI-го конгресса Европейской Ассоциации Пластической, Реконструктивной и Эстетической Хирургии (ESPRAS): Греция, о. Родос 2009 г.
- Участник I-го Международного курса «Сложные случаи и осложнения пластической хирургии молочной железы» г.Киев, Украина 2010 г.
- Участник VI-го Международного курса по пластической хирургии «Методики омоложения лица и тела» г. Екатеринбург, Россия, 2010 г.
- Участник I-ой Международной школы по пластической хирургии и косметологии г. Москва, Россия 2010 г.
- Участник конференции «Актуальные вопросы реконструктивно-восстановительной хирургии молочной железы» г. Киев, Украина, 2011 г.
- Интенсивный курс по пластической, реконструктивной и эстетической хирургии: Канада, г.Ванкувер 2011 г.
- Мастер класс «Ринопластика. Сложные случаи» Одесса, Украина, 2011 г.